# Херашти (Ђурђу)
Херашти (рум. Herăști) је насеље и седиште истоимене општине Херашти у жупанији Ђурђу у Румунији. Према попису из 2021. у насељу је било 2.014 становника.

## Историја
Место се први пут помиње у документима 1380. године.
У том месту 30 километара удаљеном од Букурешта, имао је дворац, српски кнез Милош Обреновић. Од 22 спахилука који се помињу у вези Обреновића у Влашкој, главни је Херашти. Дворац Удриште Настурел познат као "камена кућа" (од самог камена) је купио кнез 1831. године од последњег потомка те породице, Константина Настурела. Дворац су градила браћа Удру и Казан Наштурел у 17. веку (1641-1643). Мошеја Херешт је поседовала око 500 хектара и ширила се на околна брда. Кнез Милош је изградио високу кулу (која је изгорела у пожару) и огромне штале и шупе на поседу. Довео је и населио раднике на имању, Србе и Бугаре.
Ту се налази камена православна црква из 1644. године коју је подигла Елина, сестра влашког бољара Удришта Настурела, а супруга Матеје Басарабе. Посвећена је Св. арханђелима Михаилу и Гаврилу, а градио ју је Мамут Барбулов из Нетезештија. Та богомоља је посвећена и Св. Тројици или празнику Духовима. Сачувана је ктиторска плоча са текстом на словенском језику, која се налази изнад врата, на улазу у натрекс. Са спољне стране у зиду су надгробни споменици ктитора. 
Храм је обновио кнез Милош, украсио је зидним живописом, поставио ново звоно и све осветио 1833. године. Зидови ентеријера и иконостас су исликани темпером 1866. године. 
У храмовној порти се налази празна гробница српског војводе Милана Обреновића (умро 1810), Милошевог брата у виду каменог саркофага (1857). Милошев брат Милан је умро у Букурешту на пропутовању крајем 1810. године. Почивао је до 1857. године у Букурешту, у лапидаријуму тамошње православне цркве Ставрополис. Милош је пренео његове кости у Херешти, и подигао му достојно спомен-обележје. Остао је Миланов споменик у Букурешту где је и био раније. Миланови посмрни остаци су пренети 1995. године из Херештија у Србију, и похрањене у порти (са старим Обреновићима) цркве Св. Николе у Брусници.
Дворац је купио 1881. године бољарски син из места, Анастасе Столојан. То је након Другог светског рата музеј, у чијем дворишту је остала статуа Марије Обреновић, супруге Милоша Обреновића - млађег. 
Данас постоји важна улица у насељу са именом "Улица Милоша Обреновића". У месту и сада живе Срби и Бугари, али који се изјашњавају као Румуни. Постоји ту особен српско-бугарски дијалекат којим они говоре.

## Становништво
| 1992. | 2002. | 2011. | 2021. |
| ----- | ----- | ----- | ----- |
| 2.129 | 2.111 | 2.115 | 2.014 |

Према попису из 2021. у насељу Херашти је живело 2.014 становника што је за 101 мање (-4,78%) у односу на попис из 2011. када је у насељу било 2.115 становника.
На попису из 2011. већину становништва су чинили Румуни (73,71%), а од мањина је највише било Рома (21,61%).
| Етнички састав према попису из 2011.‍ | Етнички састав према попису из 2011.‍ | Етнички састав према попису из 2011.‍ | Етнички састав према попису из 2011.‍ | Етнички састав према попису из 2011.‍ |
| ------------------------------------ | ------------------------------------ | ------------------------------------ | ------------------------------------ | ------------------------------------ |
|                                      |                                      |                                      |                                      |                                      |
| Румуни                               | Румуни                               |                                      | 1.559                                | 73,71%                               |
| Роми                                 | Роми                                 |                                      | 457                                  | 21,61%                               |
| Мађари                               | Мађари                               |                                      | 3                                    | 0,14%                                |
| Непознато                            | Непознато                            |                                      | 96                                   | 4,54%                                |